# SN 2010hc
SN 2010hc – supernowa typu IIb odkryta 5 sierpnia 2010 roku w galaktyce E339-G06. W momencie odkrycia miała maksymalną jasność 16,30m.